# كارمانغاي (ألبرتا)
كارمانغاي (بالإنجليزية: Carmangay)‏ هي قرية تقع في كندا في ألبرتا. يقدر عدد سكانها بـ 367 نسمة ومساحتها 1.86 كم2 وترتفع عن سطح البحر 935 متر.